# Storia dei Song
La Storia dei Song (zh 宋史S, Sòng ShǐP, Sung ShihW, lett. "Storia di Song") è una delle opere storiche cinesi ufficiali conosciute come Ventiquattro Storie (zh 二十四史S, Èrshísì ShǐP). Commissionato dalla corte della dinastia Yuan (1271–1368), di etnia mongola, secondo la tradizione politica, il testo fu finalizzato nel 1346, sotto la direzione dei ministri Toqto'a e Alutu, unitamente alla Storia dei Liao ed alla Storia dei Jin (queste ultime finalizzare invece nel 1344).
La compilazione formalizzava la storia ufficiale della dinastia Song (960-1279) che usurpò il trono dei Zhou posteriori, mettendo fine al periodo di divisione politica, noto come periodo delle cinque dinastie e dieci regni (907-960), emerso con la caduta della dinastia Tang (618-907), durante il quale gli Han (cinesi) persero il controllo sulla Cina del Nord nella quale s'avvicendarono i Liao (907-1125) di etnia Kitai, gli Xia (1038-1127) di etnia Tangut e i Jīn (1115-1234) di etnia Jurchen.
Comprende un totale di 496 rotoli/volumi, cosa che ne fa la più corposa delle Ventiquattro Storie, divisi, come consuetudine per le Storie, in annali, trattati, tabelle riassuntive e biografie d'imperatori ed influenti personaggi di corte. L'opera ha però anche il primato di più disordinata delle serie.

## Compilazione
La compilazione del Songshi si colloca in un momento particolare della storia delle Ventiquattro Storie.

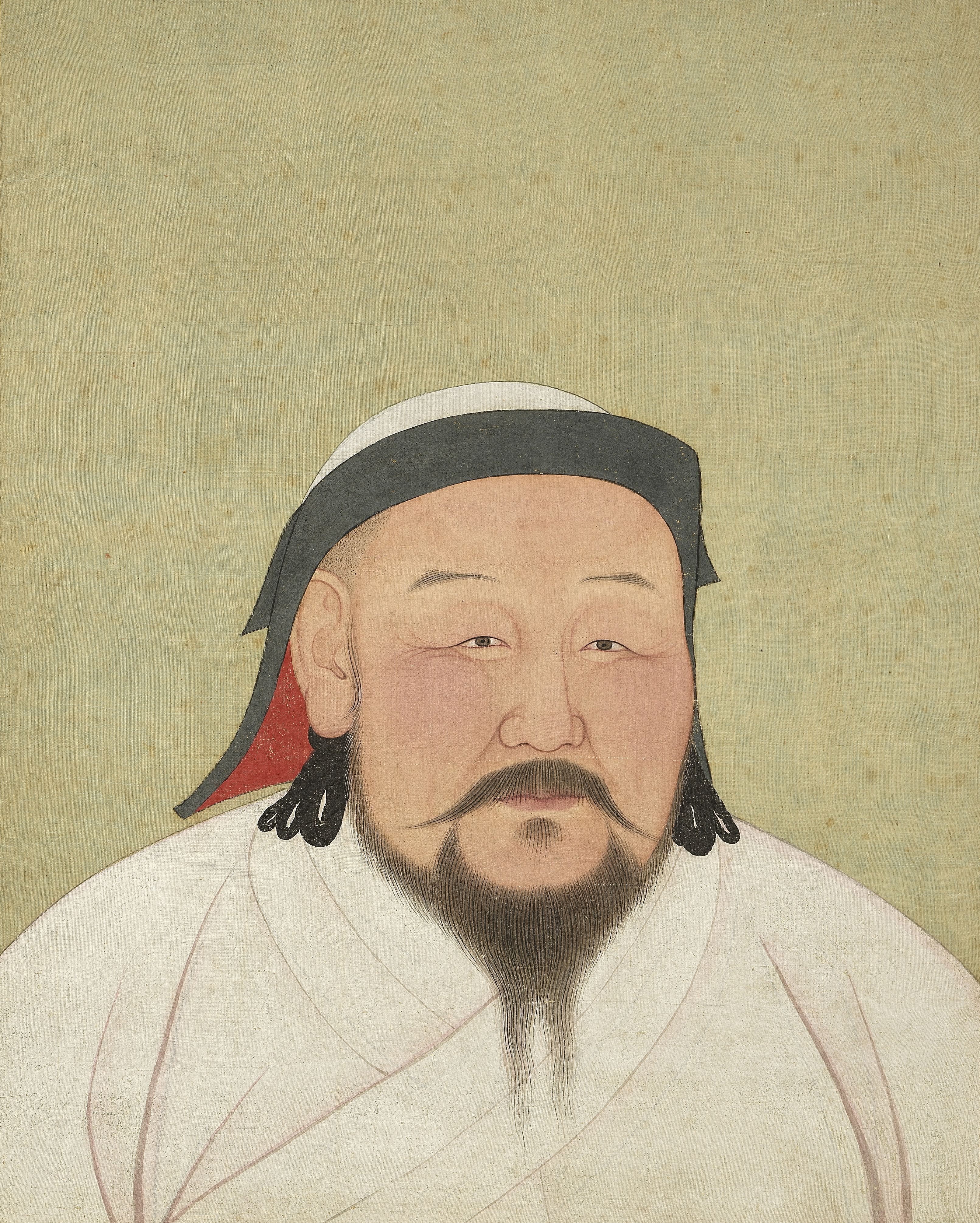
Kublai Khan, V Khaghan dell'Impero mongolo e fondatore della dinastia Yuan - dipinto del 1294.

Nel 1271, il Khagan dei mongoli, Kublai Khan (r. 1260-1294), scelse il nome dinastico in stile Han 大元T, lett. "Grande Yuan" per la sua dinastia mongolo-cinese, gli Yuan, e si fece al contempo tedoforo di una rivendicazione dell'ortodossia politica cinese mentre ultimava la conquista mongola della Cina, riunificando sotto un unico scettro l'impero cinese che, dal collasso della dinastia Tang (618-907), era stato diviso e conteso tra le dinastie Song, Liao, Xia e Jīn. In linea con questa restaurazione politico-culturale, la corte Yuan dovette affrontare il problema costituito dai suoi doveri di cronaca nei confronti della varie dinastie che l'aveva preceduta. Già nel 1261 era stata discussa per la prima volta l'idea di compilare la storia delle due dinastie che s'erano avvicendate nel dominio sulla Cina del Nord (e dei territori limitrofi - v. Kara Khitay) prima dei gengiscanidi: i Jīn e i Liao. Quando Kublai ebbe sottomesso anche i Song, trinceratisi nella Cina meridionale, nel 1279 (v.si Campagna mongola contro i Song), il progetto fu ripreso ed ampliato da Liu Bingzhong e Wang E comprendendo, oltre a Jīn e Liao, anche i Song ma finì con l'impantanarsi in ragione della sua natura molto controversa.
Molti studiosi cinesi dell'epoca sostenevano infatti che le dinastie Liao e Jīn, in quanto "barbare" poiché di etnia non-Han (cinese), non meritassero una propria storia ufficiale, e postularono che la storia dei Liao e dei Jīn dovesse essere registrata come appendice alla storia ufficiale dei Song di etnia Han. Tale dibattito s'inquadrò nella più ampia disputa tra la volontà della corte Yuan, barbara anch'essa in quanto mongola, e gli studiosi/cortigiani han al servizio della stessa, motivata dalla teoria politica cinese, criticata dagli eredi di Kublai, secondo cui solo una dinastia alla volta poteva essere considerata legittima. Causa questa disputa tra due diverse culture politiche, le storie dei Jīn, dei Liao e dei Song che i mongoli avevano sconfitto e spodestato per garantirsi il controllo sulla Cina non furono ufficialmente compilate fino al regno di Toghon Temür (imperatore Huizong 惠宗S, HuìzōngP, r. 1333-1368), ultimo sovrano degli Yuan.
Nel marzo 1343, terzo anno di regno di Toghon, un editto imperiale ordinò finalmente la creazione delle storie dinastiche dei Song, Liao e Jīn. Sotto la supervisione generale del Gran Cancelliere Toqto'a (di educazione confuciana e vedute filo-cinesi relativamente alla disputa), Temür Daš, He Weiyi, Zhang Qiyan, Ouyang Xuan, Li Haowen, Wang Yi e Yang Zongduan ricevettero la responsabilità del progetto, con Woyuluntu, Taibuhua, Yu Wenzhuan, Gong Shidao, Yu Que, Jia Lu, Wei Su e altri 23 studiosi nominati storiografi. Toqto'a si dimise dagli incarichi ufficiali nel maggio 1344, nel contesto delle controversie suscitate dal cantiere per la devizione del corso del Yongding, e fu sostituito, sul progetto, dal primo ministro Alutu, anche se quest'ultimo non conosceva i caratteri cinesi! La Storia dei Song fu a questo punto finalizzata in solo due anni e mezzo e pubblicata nella provincia di Zhejiang nel 1346, il sesto anno di regno di Toghon. La Storia dei Liao e la Storia dei Jin, più brevi, erano già state finalizzate nel 1344.

## Contenuto
La Storia dei Song, con i suoi 496 rotoli/volumi, è la più corposa delle Ventiquattro Storie. Contiene 47 volumi di biografie imperiali, 162 volumi di documenti dinastici (誌;志), 32 volumi di tabelle (genealogiche ed altro) e 255 volumi di biografie storiche.
L'ampiezza dell'opera è enorme: le sole biografie storiche sono più di duemila, più del doppio di quelle contenute nel Vecchio Libro dei Tang, la Storia più corposa sino ad allora realizzata. La sezione documentale è organizzata in quindici categorie separate: astronomia, la dottrina dei cinque elementi (Wu Xing), il calendario legale (律曆S 律历S), la geografia, i fiumi e vie d'acqua, i riti confuciani, musica, armi cerimoniali e guardie del corpo (儀衛S 仪卫S), abiti militari (輿服;舆服S), elezioni, posizioni di governo, beni di consumo, esercito e punizioni insieme ad arte e cultura. Complessivamente questi capitoli costituiscono un terzo dell'opera. La sezione delle biografie storiche è insuperata da qualsiasi altra Storia dinastica e ci sono descrizioni dettagliate delle strutture del governo Song dal livello centrale a quello locale. Anche le sezioni riguardanti i beni di consumo e l'esercito hanno molti più dettagli rispetto alle altre storie dinastiche. I quattordici volumi sui beni di consumo contengono sette volte la quantità d'informazioni corrispondenti nel Libro dei Tang. Sette volumi sono dedicati alle biografie di traditori e ribelli tra cui Cai Jing, Huang Qianshan, Qin Hui, Zhang Bangchang e Liu Yu. Quattro volumi sono dedicati agli studiosi confuciani: es. Cheng Hao, Cheng Yi, Zhang Zai, Zhou Dunyi e Zhu Xi.
Una traduzione in lingua inglese del trattato sul monopolio del sale contenuto nei volumi 181-183, il più grande dei trattati della sezione Finanza e dell'Economia (食貨S), è stata edita nel 2004 dalla sinologa Cecilia Chien che ha incluso nell'opera anche delle mappe in inglese corrispondenti alle principali regioni amministrative descritte nei volumi 85-90 della sezione Geografia (地理S).

## Critica
L'ideologia alla base della Storia dei Song è il Neoconfucianesimo, con copertura delle dottrine confuciane di lealtà, rettitudine ed etica riguardanti i noti studiosi Zhou Dunyi, Cheng Hao, Cheng Yi, Zhang Zai e Zhu Xi tra gli altri. Non meno di 278 individui compaiono nella sezione Lealtà e Rettitudine (忠義傳T). Lo storico Qian Daxin (1728-1804), attivo al tempo della dinastia Qing (1636-1912), osservò che «la Storia dei Song elogia il neoconfucianesimo e in particolare la scuola di Zhu Xi.» La sua compilazione segue i principi della vita confuciana. La logica e il linguaggio raffinati sono usati per trasmettere la moralità evitando l'utilitarismo. Anche lo stile del libro è molto apprezzato e considerato un esempio modello. Le riforme del cancelliere Wang Anshi (1021-1086) sono criticate dalla Storia dei Song, come lo furono a loro tempo da parte dei colleghi conservatori di Wang, mentre attivisti della riforma politica come Lu Huiqing, Zeng Bu e Zhang Dun sono ascritti nella sezione Traditori e Ribelli; il cancelliere Shi Miyuan (1164-1233), invece, nonostante il suo coinvolgimento nel suicidio dell'erede più anziano dell'Imperatore Ningzong di Song (r. 1194-1224), non compare in questa sezione né altrove nell'opera. Il famoso generale Wang Jianzai, nonostante il suo rimarchevole curriculum militare, viene taciuto come molti altri individui coinvolti nelle sconfitte mongole da parte dei Song.
Nonostante sia la Storia dei Song sia la Storia dei Jin siano state redatte contemporaneamente, differiscono in molti punti, specialmente riguardo al tema delle guerre tra Jin e Song. La Storia dei Song registra che Yue Fei (1103-1142) vinse ogni battaglia contro gli Jurchen ma la Storia dei Jin menziona a malapena la conquista da parte dell'imperatore Taizu di Jin (r. 1115-1123) di Bozhou, Shunchangfu, Ruzhou e Songzhou, rese possibili dalla ritirata di Yue Fei e degli altri comandanti Song. Le informazioni nella Storia dei Song riguardanti Yue Fei provengono tutte da un'opera del suo discendente Yue Ke, 鄂國金佗稡編T, Eguo Jintuo ZuibianP, lett. "Documentazione dei Jīn nel Hubei", la cui attendibilità è messa in dubbio da altre fonti: es. è dubbia la grande vittoria Song nella Battaglia di Yancheng tanto quanto la veridicità delle dodici medaglie d'oro di Yue Fei. Inoltre, rimane aperta la questione del trattamento riservato ai civili dalle truppe di Yu Fei. Il poeta e storico d'epoca Qing Zhao Yi ne parla nei suoi 二十二史劄記T, lett. "Ventidue schizzi storici", in una sezione riguardante le osservazioni sugli eserciti Song e Jīn (宋金用兵需參觀二史T).
Poiché la Storia dei Song è stata preparata in fretta ed è stata opera di molti editori, contiene una serie inevitabile d'errori e contraddizioni (come anche la Storia dei Liao e la Storia dei Jin): es. Li Xijing ha due voci biografiche, una nel v. 116 della sezione biografie storiche e una nel v. 222. Il lavoro è poi molto dettagliato circa il primo periodo dinastico, dei c.d. "Song settentrionali", e la fase di spostamento della dinastia nel sud della Cina, quando prese il nome di "Song meridionali", ma lacunoso circa gli sviluppi successivi dei Song meridionali. Ci sono più biografie dei Song settentrionali: es. il 文苑傳T, Wenyuan ZhuanP copre un totale di 96 persone di cui solo 11 dei Song meridionali. La Storia dei Song è perciò anche considerata la più disordinata delle Ventiquattro Storie. Sempre Zhao Yi commentò che «quando la dinastia Yuan redasse la Storia dei Song da loro deposta, probabilmente si limitò ad arrangiare testi Song preesistenti.» Nella raccolta 四庫全書總目T, Siku QuanshuP d'epoca Qing è riportato che «lo scopo principale della Storia dei Song è un tributo agli imperatori Song e al loro confucianesimo. Non si presta attenzione ad altre questioni, quindi ci sono un gran numero di errori.» Nel 1977, la Zhonghua Publishing ha pubblicato una nuova versione della Storia dei Song con correzioni alla punteggiatura.

## Influenza successiva
Dal momento della sua pubblicazione, le dinastie successive hanno prodotto commenti alla Storia della canzone. Nel 1546, l'autore dell'Era Ming (1368-1644) Wang Zhu completò il suo Supplemento di 100 capitoli alla storia dei Song, seguito nel 1561 dal 宋史新編S, Songshi XinbianP, di 200 volumi di Ke Weiqi's e dal 宋史記S, Songshi JiP, di 250 volumi di Wang Weijian. Durante l'Era Qing, Chen Huangzhong scrisse i 219 volumi del 宋史稿S, Songshi GaoP, e Chen Xinyuan i 40 volumi del 宋史翼S, Songshi YiP. In Corea, Jeongjo di Joseon scrisse il Songshi Qian (宋史筌) di 148 volumi.
 
Tutte queste opere correggono alcuni dei difetti della Storia dei Song ma non sostituiscono l'originale.
Durante gli ultimi anni dell'imperatore Qianlong di Qing (r. 1735-1796), noto patrono delle arti e promotore di una riedizione critica, purtroppo scientificamente disastrosa, delle altre Storie prodotte in Età Yuan, lo storico Shao Jinhan, insieme a Qian Daxin e Zhang Xuecheng, lavorò ad un parallelo progetto di rinnovamento della Storia dei Song. Shao pubblicò il 南都事略S, lett. "Profilo biografico della canzone del sud", ma morì prima di aver ultimato la revisione della Storia dei Song che restò incompiuta.

### Esplicative
1. ↑  La Storia di Jin riferisce molte sconfitte subite dall'esercito di Yue Fei per mano dei Jīn, ad esempio nella biografia di Wang Bolong: «I soldati attraversarono Caishi e sconfissero Yue Fei, Liu Li e Lu Shang tra gli altri, andando per catturare un'enorme quantità di provviste.» La biografia di Wanyan Ang riporta che «il generale Yue Fei, con una forza dichiarata di milioni di truppe, venne ad attaccare Dongping. C'erano cinquemila soldati di stanza a Dongping che rapidamente contrattaccarono. Molte bandiere furono issate nei boschi, dando l'impressione che c'erano truppe nascoste all'interno, allora le truppe d'élite si sono spostate al fronte. Yue Fei non ha osato avanzare e si è ritirato dopo uno stallo durato diversi giorni.»
2. ↑  La biografia di Yue Fei nella Storia dei Song cita la versione degli eventi di Yue Ke dal suo Ewang Xingshi Biannian riguardante il «massacro dei 5.000 nemici.» Lo storico cinese Deng Guangming nella sua Biografia di Yue Fei 岳飛傳 afferma che nella battaglia di Yinchang, che ebbe luogo nell'odierna città di Xuchang nella provincia di Henan, solo 500 nemici furono uccisi. Un altro storico, Wang Cengyu, sostiene l'idea di 5.000 morti dato che in una battaglia così feroce sarebbe impossibile che le vittime fossero solo 500. Wang Cengyu sostiene ulteriormente nella sezione tre del capitolo nono del suo Yue Fei e i primi Song meridionali - Politica ed Esercito 岳飛和南宋前期政治與軍事研究 che la battaglia di Yancheng fu una vittoria decisiva per i Song. D'altra parte Wang sottolinea anche che prima di ricevere l'ordine dall'imperatore Gaozong di Song, Yue Fei aveva già ritirato le sue truppe dalla battaglia.
3. ↑  Le città di Hangzhou e Yancheng sono separate da una distanza di oltre duemila miglia cinesi. Anche una marcia forzata richiederebbe un periodo di otto giorni per viaggiare dall'uno all'altro, ma sia Deng Guoming che Wang Cengyu credono che ciò sia possibile.
4. ↑  Il 三朝北盟會編T, Sanchao Beimeng HuibianP osserva che, quando Han Shunfu attaccò Caocheng, «spesso si accampò, si tolse l'armatura e si unì a donne locali prigioniere.» Dopo la sconfitta di Han, Yue Fei era furioso e fece uccidere tutti i parenti di Han dai suoi soldati.

### Bibliografiche
1. 1 2  (EN) Elina-Qian Xu, Historical development of the pre-dynastic Khitan, University of Helsinki, 2005,  p. 22, ISBN 9521004983. URL consultato il 14 marzo 2013.
2. 1 2 3 4  Songshi.
3. ↑  (ZH) Kublai Khan, 建國號詔/元典章 [Editto che definisce il nome dello Stato/Statuti di Yuan], 18 dicembre 1271.
4. ↑  (EN) David Robinson, In the Shadow of the Mongol Empire: Ming China and Eurasia, 2019,  p. 50, ISBN 9781108482448. (EN) David Robinson, Empire's Twilight: Northeast Asia Under the Mongols, 2009,  p. 293, ISBN 9780674036086. (EN) Timothy Brook, Michael van Walt van Praag e Miek Boltjes, Sacred Mandates: Asian International Relations since Chinggis Khan, 2018,  p. 45, ISBN 9780226562933.
5. ↑  Chan 2014, pp. 62-64.
6. ↑  Xu 2005, p. 22.
7. ↑  Hok-lam 1999, p. 73.
8. ↑  Chien 2004, p. 93.
9. ↑  (EN) Marshall Broomhall, Islam in China: A Neglected Problem, Morgan & Scott, 1910,  pp. 93-94.